# Liste von Flugunfällen in Namibia
Die Liste von Flugunfällen in Namibia beinhaltet Flugunfälle (mit Todesopfern oder Totalschaden) auf dem Gebiet Namibias bzw. Südwestafrikas. Der verlustreichste Flugunfall in der Geschichte des Landes war 1968 South-African-Airways-Flug 228 mit 123 Todesopfern. Es folgen die Flugzeugkollision vor Namibia 1997 und Linhas-Aéreas-de-Moçambique-Flug 470 von 2013 mit jeweils 33 Todesopfern.

## Namibia
| Datum         | Betreiber                         | Flugzeugtyp(en)               | Opfer | Unfallverlauf |
| ------------- | --------------------------------- | ----------------------------- | ----- | --- |
| 28. Juni 1993 | Trans Namibia Aviation            | Beech 200 Super King Air      | 3     | Absturz kurz nach dem Start vom Flughafen Eros |
| Juli 1994     | Westair Aviation                  | Douglas DC-6A                 | 0     | Zerstört beim Landeanflug |
| 13. Sep. 1997 | FlBschftBMVg Air Mobility Command | Tupolew Tu-154 Lockheed C-141 | 33    | Flugzeugkollision vor Namibia 1997 |
| 26. Juni 2003 | Comav Aviation                    | Cessna 208B Grand Caravan     | 4     | Absturz an einem Berghang, nachdem das medizinische Rettungsflugzeug bei Dämmerung und nur mit Hilfe von Autolichtern auf Farm Rooisand abgeflogen war |
| 15. Nov. 2009 | Air Nave                          | Cessna 208B Grand Caravan     | 3     | Flugunfall einer Cessna 208 Caravan in Windhoek 2009                                                                                                   |
| 6. Juli 2012  | Scenic Air                        | Cessna 210                    | 0     | Motorausfall bei schlechtem Wetter beim Landeanflug auf den Flugplatz Swakopmund                                                                       |
| 29. Nov. 2013 | Linhas Aéreas de Moçambique       | Embraer ERJ-190               | 33    | Linhas-Aéreas-de-Moçambique-Flug 470 |
| 30. Nov. 2013 | Namibian Air Force                | Antonov An-26B                | 0     | Zerstört beim Landeanflug |
| 8. März 2014  | privat                            | Leza-Lockwood 1999            | 1     | Absturz 75 km südliche von Ondangwa nach Flugmanöver                                                                                                   |
| 24. Dez. 2015 | privat                            | Schempp-Hirth Ventus 2cxM     | 1     | Kontrollverlust durch den Piloten |
| 29. Jan. 2016 | Eros Air                          | Cessna 425                    | 3     | Absturz beim Landeanflug auf einem ILS-Trainingsflug nahe Hosea Kutako International Airport                                                           |
| 8. Apr. 2016  | Windhoek Flight Training Centre   | Robinson R44                  | 1     | Zusammenstoß mit einem Berg |
| 20. Apr. 2016 | Fash Helicopters                  | Hughes 369D                   | 1     | Absturz beim Landeanflug auf den Flughafen Eros bei schwierigen Bodenwinden                                                                            |
| 17. Nov. 2019 | Namibia                           | Fallschirm                    | 1     | Verlust des Hauptfallschirms |
| 16. Juli 2020 | privat                            | MD 600 N                      | 0     | Absturz bei Notlandung aufgrund eines Motorausfalls |
| 17. Dez. 2020 | privat                            | AutoGyro V5-ULT               | 2     | Zusammenstoß mit Stromleitungen |
| 30. Aug. 2022 | Scenic Air                        | Cessna 210                    | 5     | Absturz kurz nach dem Aufstieg von Impalila Island |
| 29. Jan. 2023 | privat                            | ULF 1E                        | 1     | Absturz kurz nach dem Aufstieg in der Rehoboth-Umgebung                                                                                                |
| 16. Aug. 2023 | Golden Game                       | Robinson R44 II               | 2     | Absturz bei einem Testflug mit einem nicht mehr zugelassenen Luftfahrzeug                                                                              |
| 3. Mai 2024   | Westair Aviation                  | Cessna 406                    | 3     | Absturz kurz nach dem Start vom Flughafen Eros aufgrund eines Motorproblems                                                                            |
| 31. Mai 2025  | privat                            | Windlass Aquila               | 1     | Absturz auf einer Farm in der Region Hardap |

## Südwestafrika
| Datum         | Betreiber               | Flugzeugtyp(en) | Opfer | Unfallverlauf                  |
| ------------- | ----------------------- | --------------- | ----- | ------------------------------ |
| 20. Apr. 1968 | South African Airways   | Boeing 707-344C | 123   | South-African-Airways-Flug 228 |
| 25. März 1980 | South African Air Force | Douglas C-47B   | 3     | unbekannt                      |
| 7. Sep. 1984  | Wonderair               | Fairchild F-27  | 0     | Feuer beim Rollen              |